# Fra Paolino da Pistoia

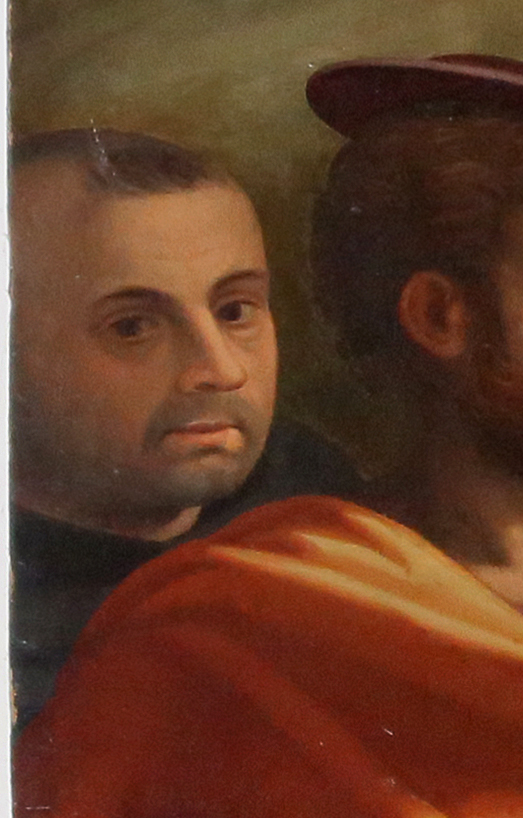
Zelfportret, 1526, op de Aanbidding der wijzen, San Domenico, Pistoia

Fra Paolino da Pistoia (Pistoia, 5 maart 1488 – aldaar, 4 augustus 1547) was een Italiaanse kunstschilder. Zijn echte naam was Paolo di Bernardino di Antonio del Signoraccio..

## Biografie

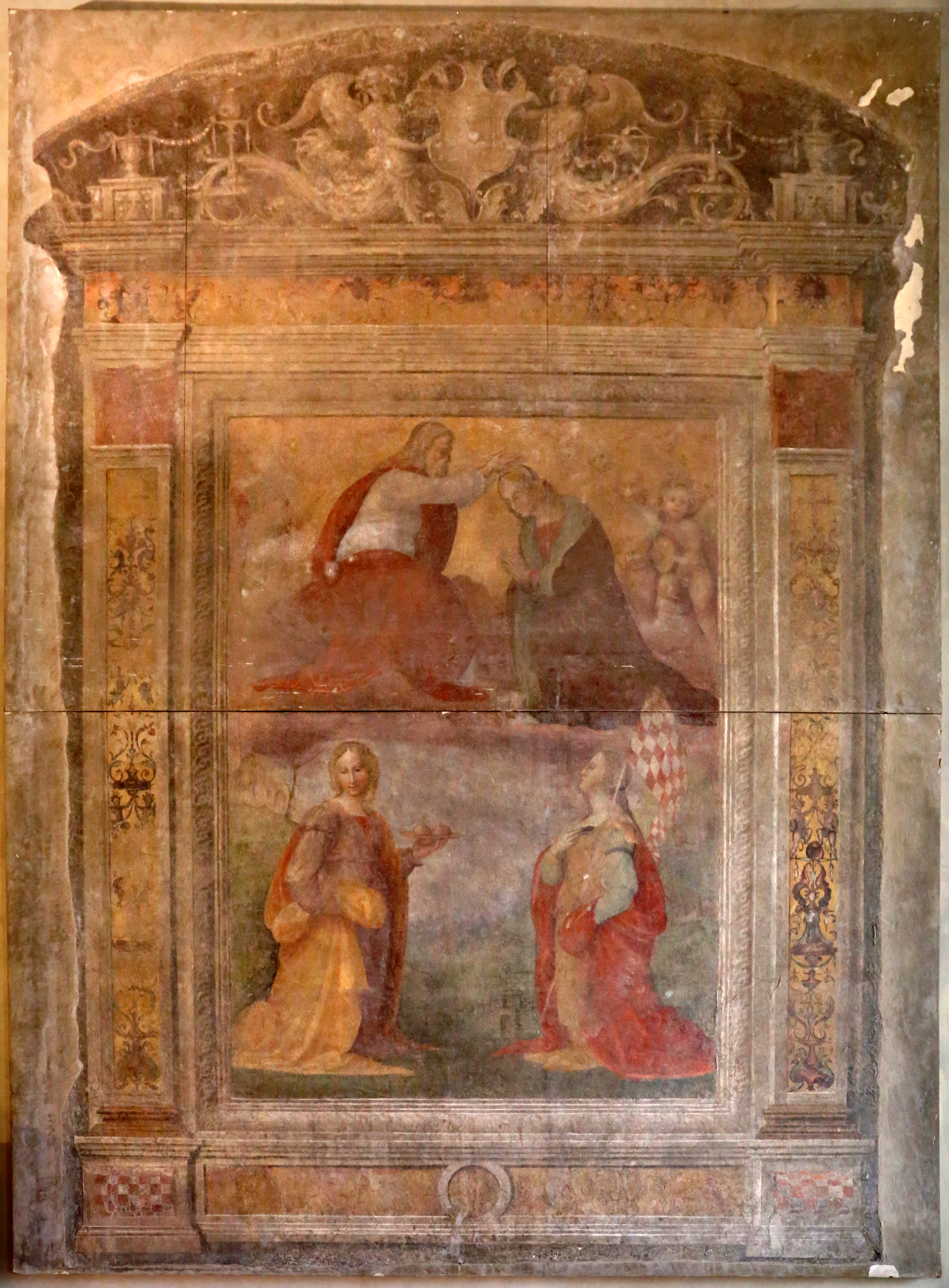
Kroning van de Maagd, Palazzo del Comune, Pistoia

Paolo was de zoon van de kunstschilder Bernardino di Antonio del Signoraccio. Zijn moeder was waarschijnlijk een zus van Andrea di Paolo Maconi, eveneens een schilder en monnik in het klooster San Domenico in Fiesole. Die was waarschijnlijk verantwoordelijk voor de opname van de nog jonge Paolo bij de dominicanen omstreeks 1503. De kunstenaar had nog een jongere broer, Leonardo, geboren in 1491, die ook kunstschilder werd.
Zijn eerste opleiding kreeg hij waarschijnlijk in het atelier van zijn vader, hoewel sommigen hem zien als leerling van Niccolò di Mariano Bigozzi een schilder afkomstig uit Siena maar werkend in Pistoia in nauwe samenwerking met vader Signoraccio. De belangrijkste ontmoeting die bepalend was voor zijn carrière als schilder, vond plaats omstreeks 1509 in het klooster van San Marco in Florence, waar hij Fra Bartolomeo leerde kennen en via hem Mariotto Albertinelli.
Dit gaf een beslissende wending in de manier van werken van Fra Paolino die de stijl van Fra Bartolomeo en zijn compositietechnieken volledig zou overnemen. Bij het overlijden van Fra Bartolomeo in 1517 nam hij het atelier van zijn meester over en kreeg hij alle tekeningen en kartons van de meester in bruikleen. Die zou hij blijven gebruiken tot zijn dood om kopieën van het werk van de grote meester te produceren.
Tijdens zijn verblijf in het klooster van San Marco leerde hij de ideeën en spiritualiteit van Girolamo Savonarola kennen, wiens ideeën ook zijn werk grondig zouden beïnvloeden: het wordt strenger en rigider en versiering  wordt meer en meer geweerd. Hij werkte vooral voor de dominicaanse kloosters van de Congregatie van San Marco, gesticht door Savonarola, om een strengere navolging van de kloosterregel te realiseren. Hij reisde voortdurend heen en weer tussen het klooster van San Marco in Florence en dat van San Domenico in Pistoia, waar hij zich uiteindelijk definitief zou vestigen.

## Werken

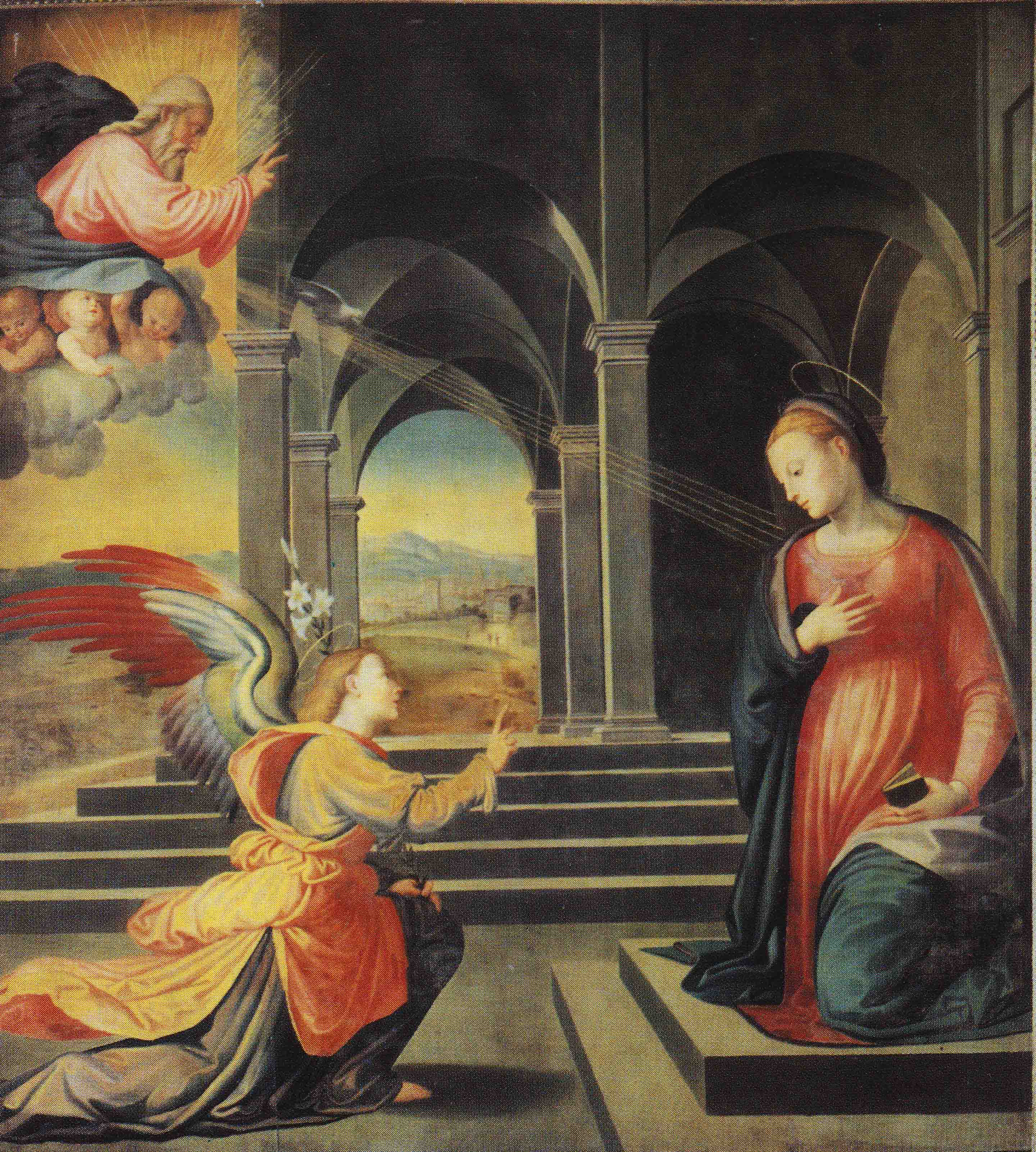
Annunciatie, 1526

### Florence & Siena
Zijn eerste gedocumenteerde werken, nu verloren gegaan, zijn van 1513: twee gepolychromeerde terracotta beelden van Maria Magdalena en Dominicus, gemaakt voor het dominicanenklooster van Maddalena alle Caldine bij Florence. Waarschijnlijk was hij ook een van de twee leerlingen die samen met Fra Bartolomeo in datzelfde klooster enkele fresco’s schilderde. In 1515 restaureerde hij de fresco’s van Beato Angelico in de kapittelzaal van het klooster van San Marco.
Het eerste bewaarde werk dat met zekerheid aan hem kan worden toegeschreven is een fresco met De Gekruisigde en heiligen, geschilderd tussen september en oktober 1516 in de sacristie van de Santo Spirito in Siena, destijds eigendom van de dominicanen van San Marco. Uit het begin van de jaren 1520 is een van de meest gewaardeerde werken van Paolino de Annunciatie van het Oratorio della Santa Annunziata a Vinci (Firenze)'.

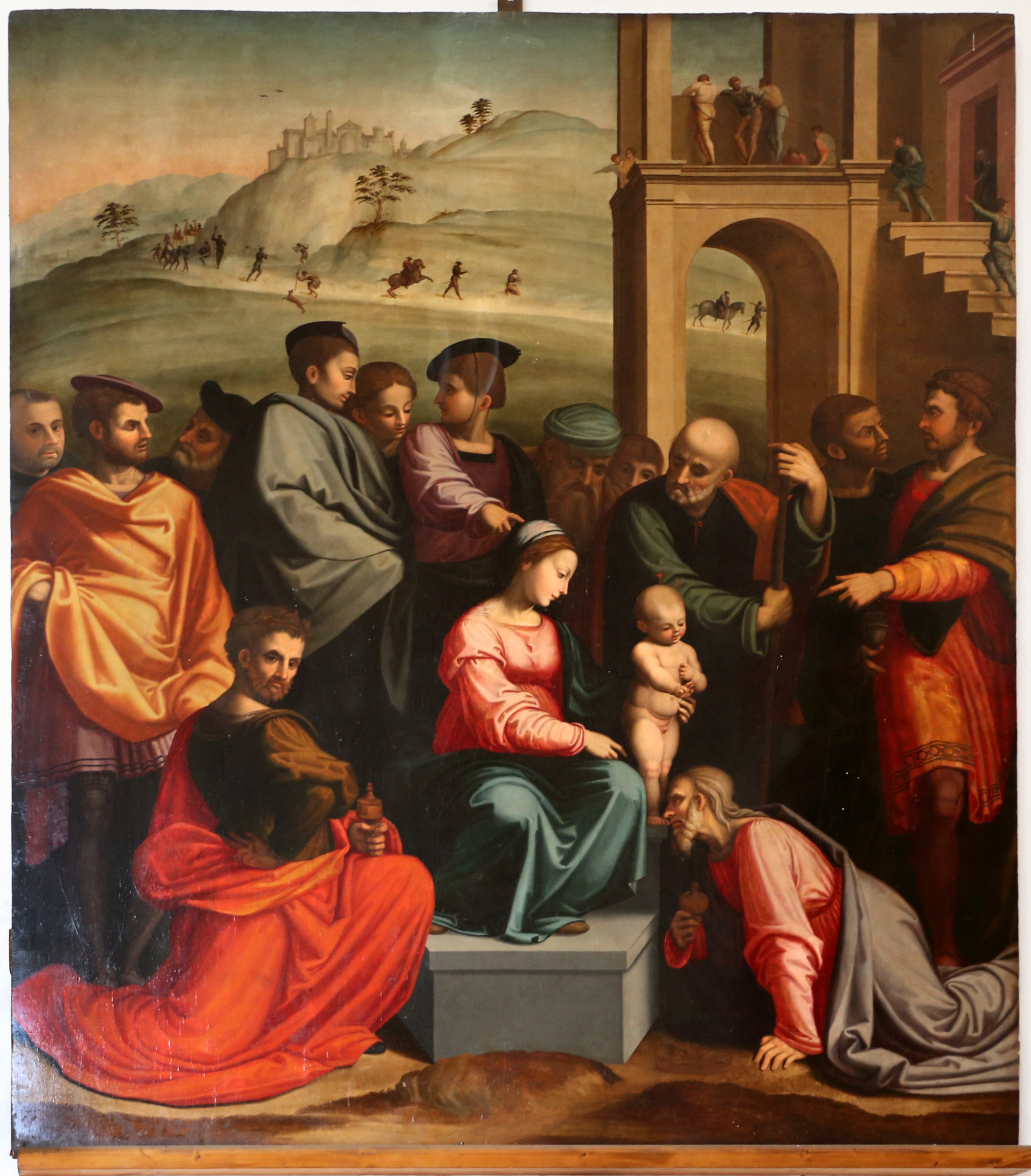
Aanbidding der wijzen, 1526, San Domenico, Pistoia

In 1523 maakte hij een schilderij van de toen recent heilig verklaarde Antonio Pierozzi, aartsbisschop van Florence, voor het dominicanerklooster van San Gimignano (Siena). Hij schilderde ook twee engelen die de tombe zouden flankeren, maar die werden ondergebracht in het hertogelijk paleis van Massa. Uit 1525 dateren enkele belangrijke werken. Er zijn twee Sacre Conversazioni, een in de kerk van Santa Lucia in Barbiano, in de buurt van San Gimignano, en een in de kerk van Santa Maria del Sasso in Bibbiena (Arezzo). Een ander werk uit die periode is een Heilige Familie met de heilige Agnes en een engel, gemaakt voor het noviciaatkapittel van het klooster van San Domenico in Fiesole (nu bewaard in het Museo di San Marco in Florence).
Een van de laatste werken die Fra Paolino in Florence uitvoerde, was het Mystieke huwelijk van St. Catharina van Siena en heiligen voor de kerk van de dominicaanse nonnen van Santa Caterina di Cafaggio, dat een directe kopie is van het gelijknamige schilderij van Fra Bartolomeo, maar met een vereenvoudigde compositie en meer statisch en stijver geschilderd.

### Pistoia

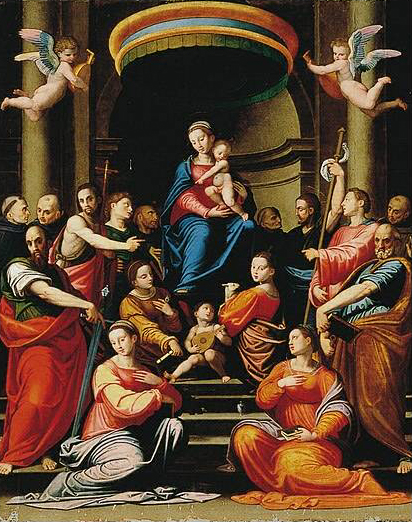
Sacra Conversazione, 1526

Tussen 1526 en 1528 vestigde Fra Paolo zich definitief in het klooster van San Domenico in Pistoia, waar hij een atelier oprichtte waarin verschillende medewerkers werden opgeleid en werkten. Een van hen was waarschijnlijk Battista dal Gallo. Bij de eerste werken die hij daar schilderde zijn twee schilderijen voor de San Domenico: een Sacra Conversazione uit 1528 en een Aanbidding der wijzen voor de Confraternita di San Domenico. Dit is een van de meest uitgebreide composities rijk aan personages die door Fra Paolino zijn geschilderd. Uiterst links op het werk heeft hij zichzelf geportretteerd. Ook de mooie annunciatie in twee panelen, nu in het Museo civico di Pistoia, is uit die tijd. Tussen 1530 en 1534 schilderde hij nog drie Sacre Conversazioni, waarvoor hij de compositie overnam van het gelijknamige werk uit 1528. In 1532 schilderde hij een Maria-Tenhemelopneming voor de Santa Maria del Sasso nog altijd te zien in het koor van de kerk. In deze werken zien we het hoogtepunt van de vereenvoudiging die hij in het ontwerp van zijn schilderijen doorvoerde. Het landschap is herleid tot een ruwe en abstracte achtergrond waarvoor houterige stijve figuren worden afgebeeld. Ook tussen 1534 en 1538 produceert hij nog twee Sacre Conversazioni die weerom teruggrijpen naar de vroegere modellen.
Na 1538 en in de daaropvolgende jaren was Fra Paolo actief voor het dominicanenklooster van San Clemente in Prato en voor het klooster San Domenico in Fiesole. Tussen 1543 en 1545 vestigde hij zich opnieuw in Viterbo waar hij werkte voor het dominicanenklooster van Santa Maria della Quercia waar hij twee schilderijen afwerkte die dertig jaar eerder waren geschilderd door Fra Bartolomeo en Albertinelli: een Kroning van de Maagd en een Noli me tangere.